# 甲府地方裁判所
甲府地方裁判所（こうふちほうさいばんしょ）は、山梨県甲府市にある日本の地方裁判所の一つで、山梨県を管轄している。略称は、甲府地裁（こうふちさい）。都留に支部を置いている。

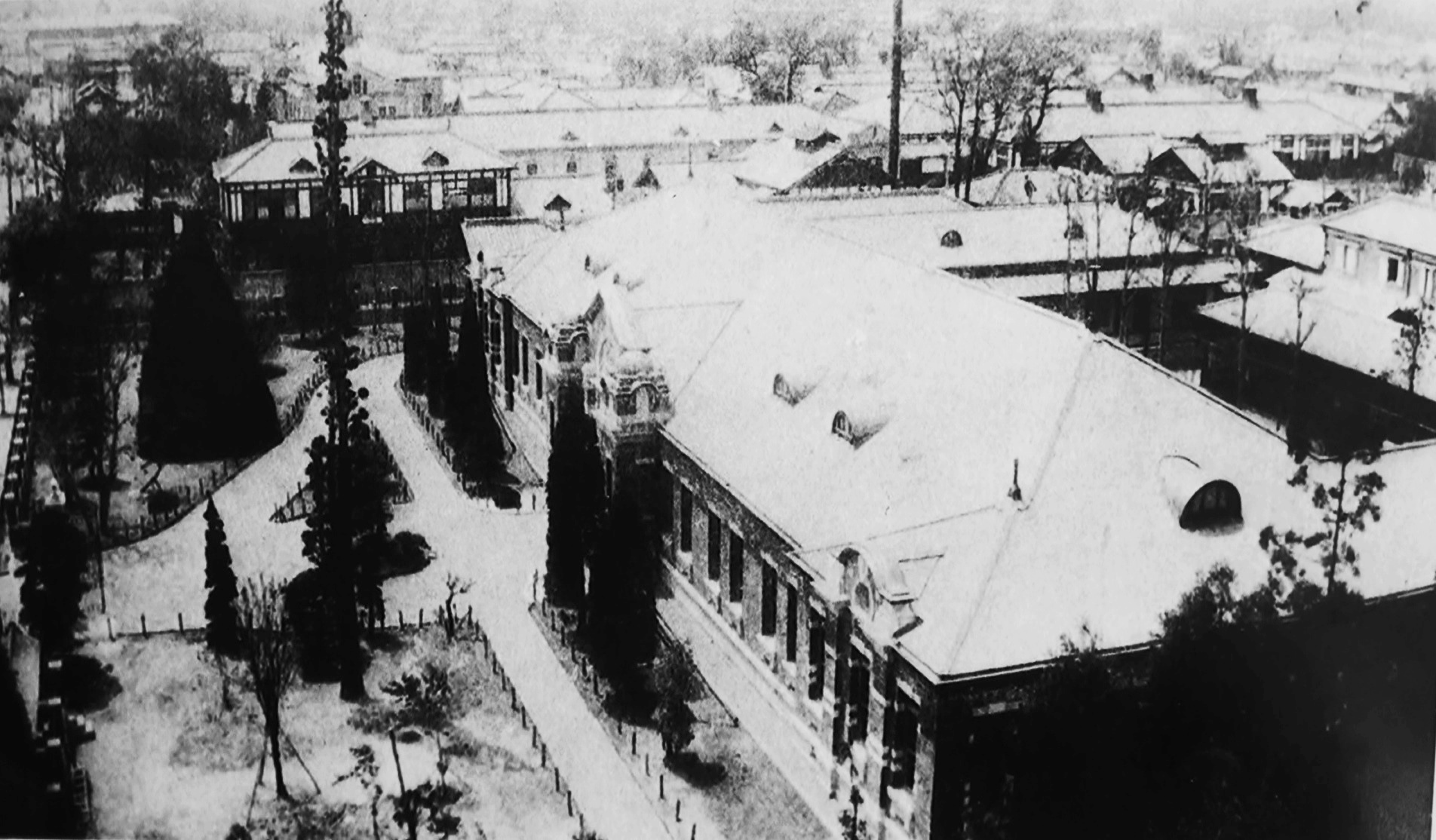
1916年（大正5年）撮影の甲府地方裁判所（当時の名称は甲府地方区裁判所）

山梨県を管轄しており、甲府地方裁判所には甲府市に置かれている本庁のほか、都留市の1市に地方裁判所と家庭裁判所の支部を設置しているほか、前述の2箇所にくわえ鰍沢（南巨摩郡富士川町）、富士吉田市の2箇所を加えた4箇所に簡易裁判所を設置している。また本庁には検察審査会も設置されている。地方裁判所の支部の数は、函館地方裁判所、東京地方裁判所と並んで全国で最も少ない。

## 所在地と歴史的景観
- 本庁：山梨県甲府市中央1丁目10-7　北緯35度39分38秒 東経138度34分4秒 / 北緯35.66056度 東経138.56778度
JR中央線, 身延線甲府駅南口 平和通りを南へ徒歩約15分
- 都留支部：山梨県都留市中央二丁目1-1　北緯35度33分8.5秒 東経138度54分28.1秒 / 北緯35.552361度 東経138.907806度
富士急行線谷村町駅 徒歩約5分

本庁が所在する中央1丁目は古墳時代からの定住が確認される。近世の甲府城二ノ堀郭内の武家地にあたり、甲府城下町の絵図類によれば甲府地方裁判所敷地から北側の甲府警察署敷地近辺は江戸前期には甲府藩主柳沢氏の家老滝口平左衛門屋敷に比定され、周辺にも柳沢家臣屋敷が散在している。甲府勤番時代の江戸後期には薬園（御薬園）が存在しており、北側には甲府勤番追手役宅や学問所の徽典館が所在しており、甲府裁判所所在地点西側は二ノ堀が南北に通り、西側は追手小路（舞鶴通り）で甲府城追手門から内堀に囲郭された内城区域に至る。
明治期には甲府城の内堀・二ノ堀が埋め立てられ官公庁用地として開発され、舞鶴通りには藤村式建築と呼ばれる擬洋風建築の官公庁が立ち並んだ。1871年（明治4年）には司法省が設置され、翌明治5年には山梨県庁舎内に山梨裁判所が発足し、明治6年には富士川町（甲府市中央2丁目）に移り、現在地には明治9年3月に新庁舎落成とともに移転している。
2007年度には庁舎新営工事に伴い山梨県埋蔵文化財センターによる発掘調査が実施され、陶磁器など近世の遺物が確認されている。老朽化により庁舎の建替えを実施し2009年（平成21年）1月に新庁舎が竣工した。新庁舎は地上6建地下1階。
現在の都留支部および都留簡裁にあたる谷村裁判所は1872年（明治5年）に設置され、谷村陣屋を流用していた。1873年（明治6年）には一旦廃止されるが、1876年（明治9年）に再び設置、静岡地裁の管轄に属した。1881年（明治14年）には新しい庁舎が竣工し、谷村治安裁判所と改称。1890年（明治23年）には谷村区裁判所と改称（裁判所構成法）、同年に庁舎改築工事完成。1924年（大正13年)関東大震災被害の為、複数の場所を賃借し、仮庁舎として移転したが、同年内に復旧工事が竣工している。1947年（昭和22年）甲府地方裁判所谷村支部・谷村簡易裁判所設置（裁判所法施行）。1955年（昭和30年）に都留市が発足したことから庁名を甲府地方裁判所都留支部及び都留簡易裁判所に変更した。

## 歴代所長
任期の後ろは後職
- 大西勝也(1985年6月 - 1986年12月 東京高等裁判所部総括判事）
- 山口繁（1988年 - 1989年 東京高等裁判所部総括判事）
- 青山正明（1995年3月 - 1997年3月 東京高等裁判所部総括判事）
- 仁田陸郎（1997年3月 - 1999年 東京高等裁判所部総括判事）
- 塚原朋一（2001年2月 - 2003年1月 東京高等裁判所部総括判事）
- 千葉勝美（2003年1月 - 2004年12月 東京高等裁判所部総括判事）
- 飯村敏明（2004年12月 - 2006年12月 知的財産高等裁判所部総括判事）
- 永井敏雄（2006年12月 - 2007年12月 東京高等裁判所部総括判事）
- 大竹たかし（2007年12月 - 2010年2月 東京高等裁判所部総括判事）
- 金井康雄（2010年2月 - 2012年3月 最高裁判所首席調査官）
- 須藤典明（2012年3月 - 2013年5月 東京高等裁判所部総括判事）
- 植村稔（2013年5月 - 2015年6月 東京高等裁判所部総括判事）
- 垣内正（2015年6月 - 2016年4月 水戸地方裁判所長）
- 岡本岳（2016年4月 - 2018年7月 定年退官[1]）
- 細田啓介（2018年7月 - 2020年5月 東京高等裁判所部総括判事[2]）
- 笠井之彦（2020年5月 - 2021年2月 司法研修所長[3]）
- 安東章（2021年2月 - 2021年11月 東京高等裁判所部総括判事[4]）
- 島田一（2021年11月 - 2022年7月 東京高等裁判所部総括判事[5]）
- 東亜由美（2022年7月 - 2023年9月 大阪高等裁判所部総括判事）
- 氏本厚司（2023年9月 - 2024年9月 最高裁判所事務総長 [6])
- 鈴木巧（2024年9月 - ）

## 管轄
本庁

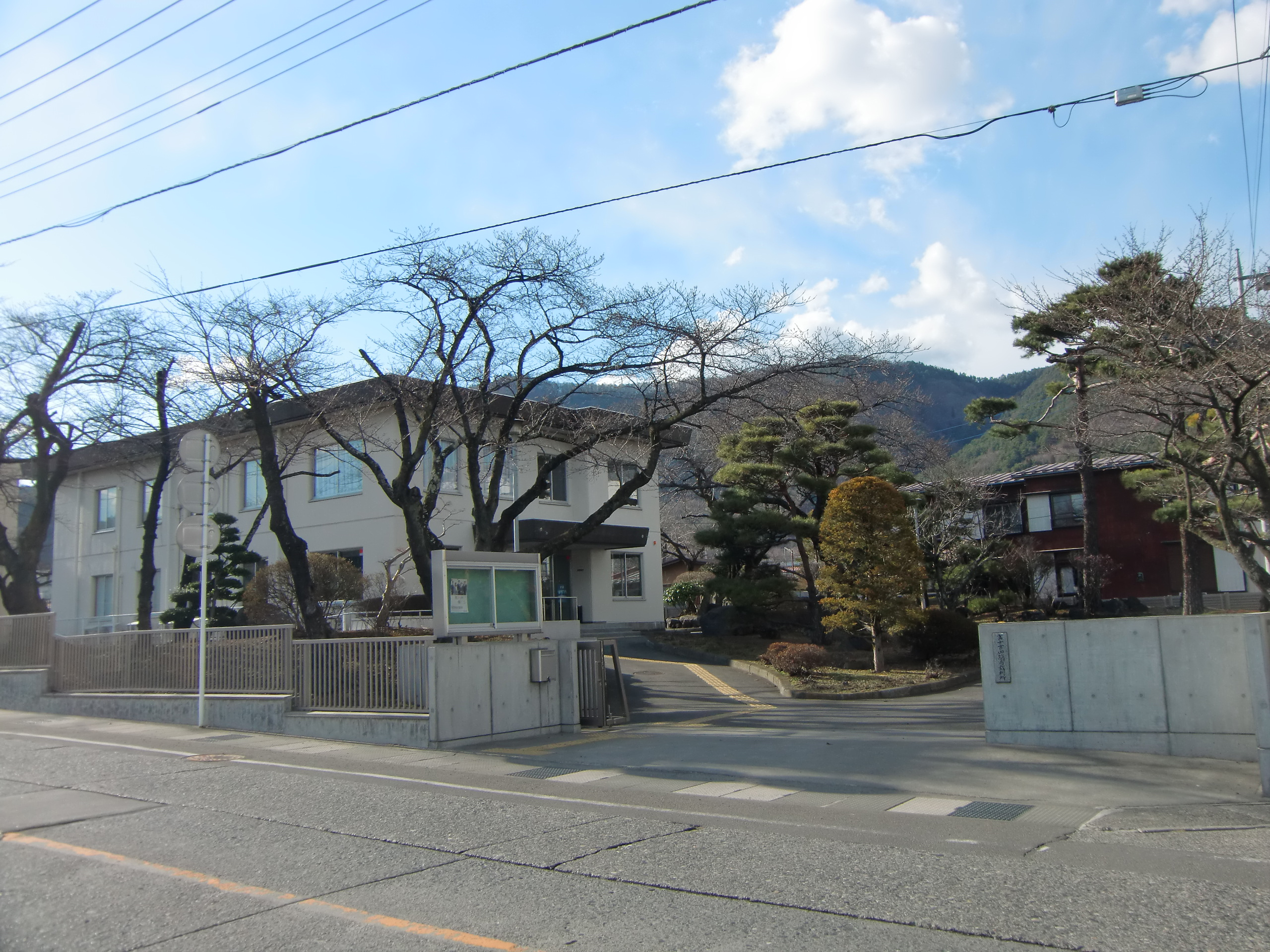
富士吉田簡易裁判所

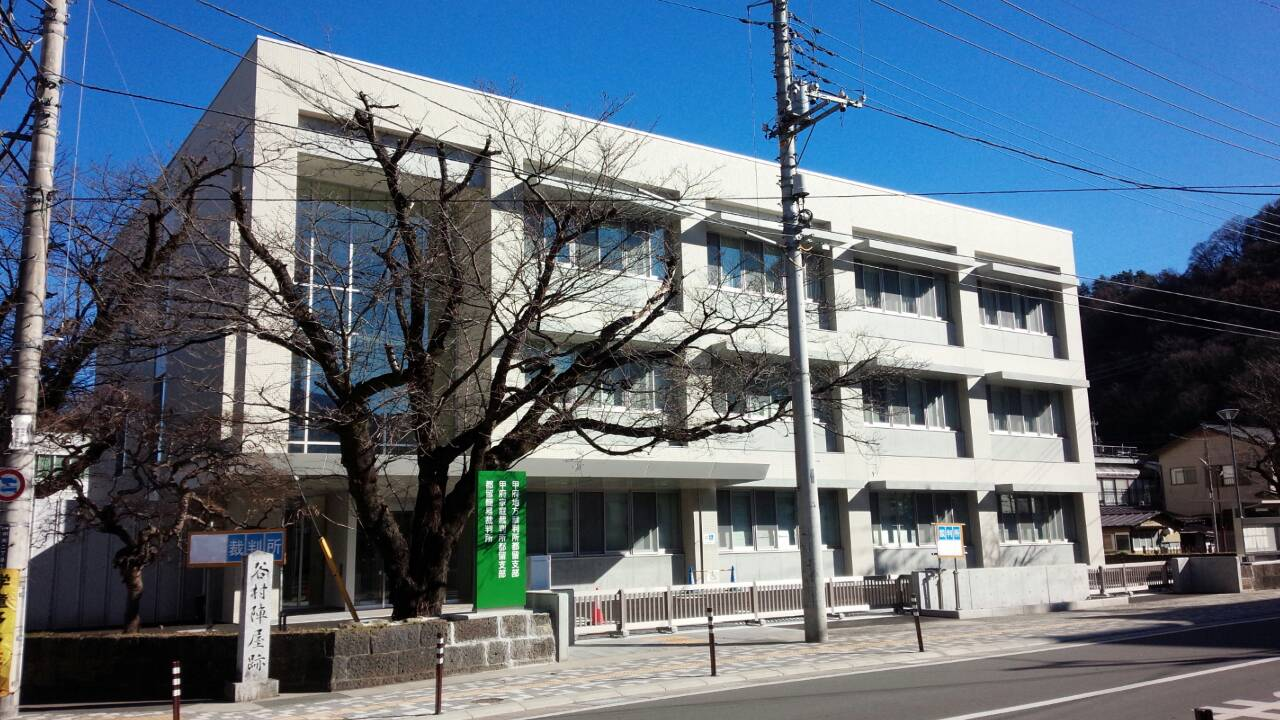
都留簡易裁判所

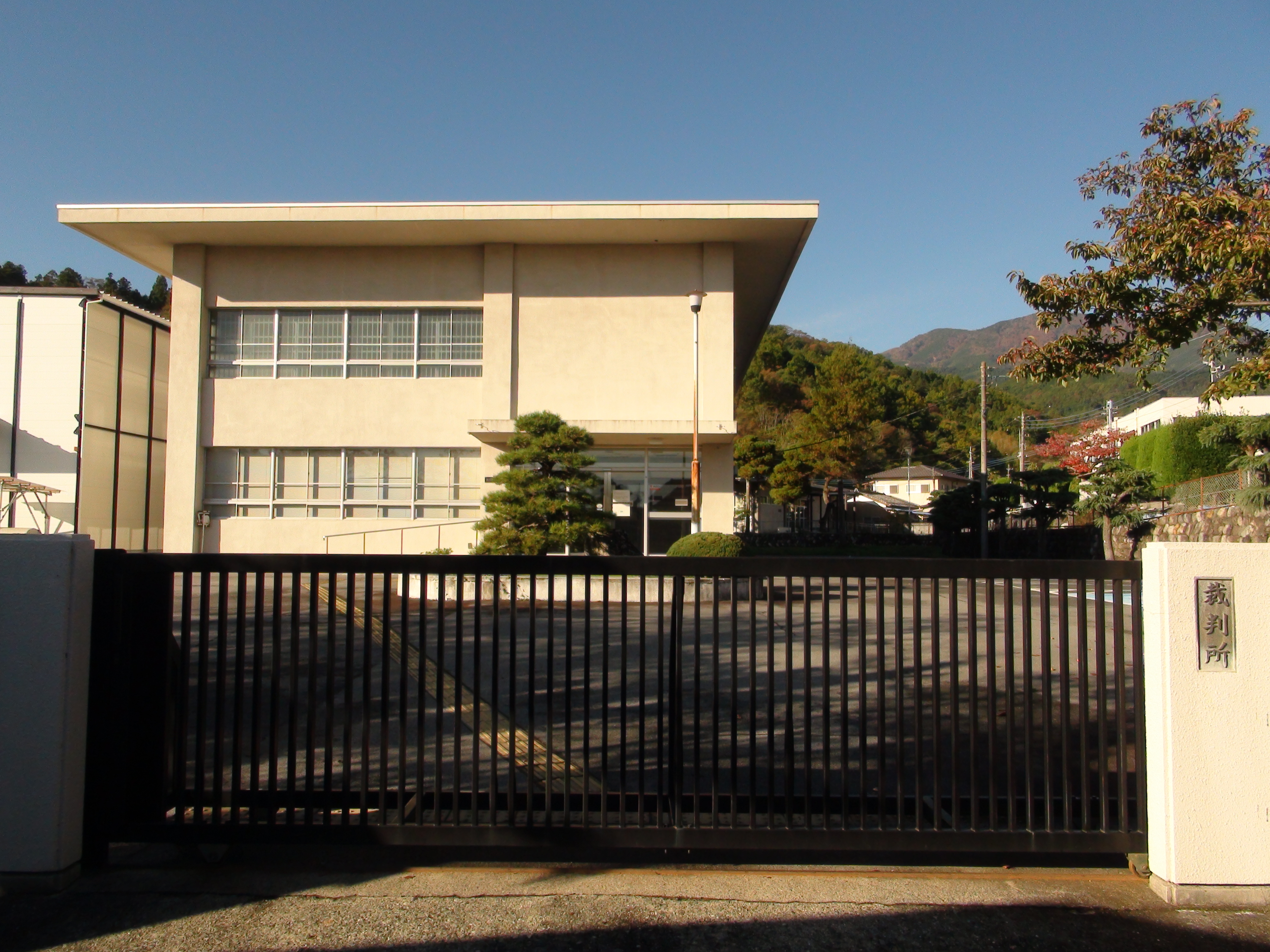
鰍沢簡易裁判所

- 甲府市、山梨市、韮崎市、南アルプス市、甲斐市、笛吹市、北杜市、甲州市、中央市、中巨摩郡昭和町、北都留郡丹波山村、南巨摩郡富士川町、早川町、身延町、南部町、西八代郡市川三郷町
  - 甲府簡易裁判所（甲府市・山梨市・韮崎市・南アルプス市・甲斐市・笛吹市・北杜市・甲州市・中央市・中巨摩郡昭和町・北都留郡丹波山村の9市2郡(1町1村） - 本庁内に併設
  - 鰍沢簡易裁判所（南巨摩郡・西八代郡） - 富士川町鰍沢7302北緯35度32分55.6秒 東経138度27分29.9秒 / 北緯35.548778度 東経138.458306度

都留支部
- 都留市、大月市、上野原市、南都留郡道志村、忍野村、山中湖村、富士河口湖町、鳴沢村、西桂町、北都留郡小菅村、富士吉田市
  - 都留簡易裁判所（都留市・大月市・上野原市・南都留郡道志村・西桂町・北都留郡小菅村） - 都留支部に併設
  - 富士吉田簡易裁判所（富士吉田市・南都留郡（忍野村・山中湖村・富士河口湖町・鳴沢村）） - 富士吉田市旭1-1-1　北緯35度29分41.1秒 東経138度47分42.2秒 / 北緯35.494750度 東経138.795056度

※ただし、行政事件、執行事件（不動産競売）、合議事件は本庁で取り扱う。

## 特筆すべき不祥事
- 同地裁が行った破産管財業務を巡り、1998年から2003年にかけて、管財人が総額1億5,833万円を横領し逮捕され、2005年に実刑が確定した。この件について、この管財人の後任者の弁護士が、2004年に、同地裁が被害拡大を招いたとして、監督責任を追及しようと調査報告書を提出したが、その後同地裁の担当裁判官が削除を求めていたことが、2010年10月に判明した。この件について、報告書を提出した管財人は、同地裁からの圧力だと感じたという。債権者らは、調査報告書の内容を知らされていないとして、同地裁の自己保身だと、憤りのコメントを出している[7]。また、同地裁が、横領の事実を把握していながら、事実を伏せたまま債権者集会の召集通知を出していたことも発覚している[8]。